# Armeria eriophylla
Armeria eriophylla é uma espécie de planta com flor pertencente à família Plumbaginaceae. 
A autoridade científica da espécie é Willk., tendo sido publicada em Boletim da Sociedade Broteriana 2: 145. 1884.

## Portugal
Trata-se de uma espécie presente no território português, nomeadamente em Portugal Continental.
Em termos de naturalidade é endémica da região atrás referida.

## Protecção
Não se encontra protegida por legislação portuguesa ou da Comunidade Europeia.